# 加藤泰史
加藤 泰史（かとう やすし、1956年 - ）は、日本の哲学者。専門はカント、ドイツ観念論、近代日本哲学等。椙山女学園大学教授、一橋大学名誉教授。元日本哲学会会長。一橋大学副学長の加藤俊彦はいとこ。

## 人物・経歴
愛知県名古屋市生まれ。愛知県立旭丘高等学校を経て、1980年静岡大学人文学部卒業。1982年名古屋大学大学院文学研究科哲学専攻博士前期課程修了、文学修士。1985年名古屋大学大学院文学研究科哲学専攻博士後期課程単位取得満期退学。
愛知工業大学非常勤講師、日本学術振興会特別研究員を経て、1988年南山大学文学部哲学科専任講師。ミュンヘン大学客員研究員を経て、 1992年南山大学文学部哲学科助教授。1998年教授。南山大学文学部哲学科長を経て、2012年一橋大学大学院社会学研究科総合社会科学専攻社会文化研究分野（社会哲学）教授。2015年日本哲学会会長。2020年椙山女学園大学国際コミュニケーション学部教授、一橋大学名誉教授。
主専攻はカントやドイツ観念論で、2009年には独日応用倫理学協会（Deutsch-Japanische Gesellschaft für Angewandte Ethik）を設立。また、近代日本哲学研究として和辻哲郎等の研究を行い、左右田喜一郎や杉村広蔵の研究準備にもあたる。

## 著書
- "Kant in der Diskussion der Moderne"Suhrkamp Verlag 1996
- 『ドイツ応用倫理学の総合的研究』文部科学省科学研究費補助金研究成果報告書 2011
- 『大学と学問の再編成に向けて』行路社 2012